# Budimir Lončar
Budimir Lončar (Preko, 1. travnja 1924. – Preko, 1. rujna 2024.) bio je jugoslavenski i hrvatski diplomat. Bio je posljednji ministar vanjskih poslova SFR Jugoslavije, posebni izaslanik glavnog tajnika Ujedinjenih naroda za Pokret nesvrstanih i posebni savjetnik Predsjednika RH za međunarodne odnose u drugom mandatu Stjepana Mesića (2005. - 2010.), te na poletku mandata Ive Josipovića (veljača - travanj 2010.). Pripadnik je narodnooslobodilačkog pokreta u Drugom svjetskom ratu. 

## Životopis
Budimir Lončar rođen je 1. travnja 1924. godine u Preku kod Zadra. U obitelji Ive Lončara i Ivane Šoša bio je najmlađi od desetero dece, od kojih je samo pet preživjelo rano djetinjstvo. Njegov otac bio je brodovlasnik i pomorski trgovac. 
Gimnaziju je pohađao u Zagrebu i Splitu. Godine 1942. priključio se Narodnooslobodilačkom pokretu kao član Kotarskog komiteta za Preko. U šestome razredu gimnazije 1943. godine postaje članom Saveza komunističke omladine Jugoslavije, na prijedlog razrednika Bogdana Ogrizovića kojega su te godine ubili ustaše. Pod mentorstvom Jure Kaštelana uređuje Omladinsku iskru, glasilo Ujedinjenog saveza antifašističke omladine Hrvatske za Dalmaciju. U Drugom svjetskom ratu dva puta je ranjavan, na otoku Ugljanu 1943. godine i na Dugom otoku 1945. Tijekom 1945. bio je načelnik Okružnog Odjeljenja za zaštitu naroda. Nakon rata dobiva čin majora Jugoslavenske armije. U Komunističku partiju Jugoslavije ulazi 1945. godine, kada seli u Zagreb i pohađa vojno-političku školu. Od 1946. do 1949. radi u Sekretarijatu za unutrašnje poslove NR Hrvatske. Nakon toga odlazi u Beograd gdje se školuje za diplomata i radi u Saveznom sekretarijatu za vanjske poslove.
U svibnju 1950. postaje jugoslavenski konzul i savjetnik misije pri Ujedinjenim narodima u New Yorku. Od 1956. do 1964. godine načelnik je Grupe za analizu i planiranje pri Državnom sekretarijatu za inozemne poslove u Beogradu. Sudjeluje u pripremama za prvu konferenciju nesvrstanih 1961. u Beogradu i u radu druge konferencije 1964. u Kairu. U Indoneziji je ambasador od 1965. godine, za vrijeme Suhartovog vojnog prevrata i svrgnuća predsjednika Sukarna.
Godine 1969. vraća se u Beograd kao specijalni savjetnik ministra vanjskih poslova SFRJ. U Bonnu je veleposlanik za SR Njemačku od 1973. do 1977. godine. Veleposlanikom SFRJ u Sjedinjenim Američkim Državama imenovan je 1979. godine. U Washingtonu ostaje do 1984. kada postaje zamjenik ministra vanjskih poslova Raifa Dizdarevića, a 1987., kao hrvatski kadar, i njegov nasljednik. Bio je bliski suradnik saveznog premijera Ante Markovića. U studenom 1991. podnosi neopozivu protestnu ostavku i napušta Beograd.
Glavni tajnik Ujedinjenih naroda Butros Butros-Gali imenuje ga 1993. svojim posebnim izaslanikom u Pokretu nesvrstanih, u kojem je bio prisutan još od 1960-ih. Savjetnik je hrvatskog predsjednika Stjepana Mesića od 2000. godine i predsjednik Savjeta za vanjsku politiku i međunarodne odnose predsjednika Ive Josipovića. 
Odigrao je presudnu ulogu u lobiranju da Hrvatska 2008. godine postane privremenom članicom Vijeća sigurnosti UN-a, koristeći se brojnim poznanstvima i prijateljstvima stečenim tijekom diplomatske karijere.
Predsjednikom diplomatskog vijeća Visoke škole međunarodnih odnosa i diplomacije Dag Hammarskjöld u Zagrebu bio je od 2010. do 2017. godine.
Objavio je nekoliko stotina članaka i intervjua te održao preko stotinu predavanja na sveučilištima u Hrvatskoj i inozemstvu. Nositelj je visokih odlikovanja Argentine, Grčke, Indonezije, Italije, Kolumbije, Meksika, Njemačke, Perua, Švedske i Venezuele.

## Raspad Jugoslavije i osamostaljenje Hrvatske
Približavanje Jugoslavije europskim integracijama, za koje se zalagao i Lončar kao ministar vanjskih poslova, u osvit devedesetih godina prekida kriza Saveza komunista i saveznih institucija potpaljena nacionalističkom politikom Slobodana Miloševića s kojom jačaju i drugi nacionalizmi. Lončar u tijelima Ujedinjenih naroda lobira za usvajanje Deklaracije o neovisnosti Hrvatske, što se (uz ugrađenu tromjesečnu odgodu) događa 21. lipnja 1991. Srbijanski tisak označava ga kao izdajnika, a o njemu to ljeto objavljuju tri stotine ocrnjujućih članaka.
Na sjednici Vijeća sigurnosti 25. rujna 1991. čije je sazivanje tražio Lončar državni tajnik Sjedinjenih Država James Baker optužuje Miloševića za stvaranje opasnosti za europski i svjetski mir i najavljuje uvođenje zabrane uvoza oružja u Jugoslaviju. Lončar, u dogovoru s hrvatskim vlastima, otvarajući sjednicu lobira za internacionalizaciju jugoslavenske krize, a na postignutome mu čestita hrvatski predsjednik Franjo Tuđman. Diplomatskim manevrom, da spriječe kineski veto, Sjedinjene Države i Ujedinjeno Kraljevstvo od Lončara traže da u ime Jugoslavije podrži uvođenje embarga. Na sjednici se otvara put Badinterovoj komisiji i priznavanju hrvatskih granica. Vlada Franje Gregurića, međutim, 27. rujna 1991. donosi zaključak kojim se »ocjenjuje da savezni sekretar za vanjske poslove gospodin Budimir Lončar kontinuirano zastupa politiku podjednake odgovornosti za jugoslavensku krizu izjednačavajući agresore Republiku Srbiju i JA i napadnutu Republiku Hrvatsku.« Zaključak nastavlja: »Takvi pristrani stavovi gospodina Lončara kulminirali su njegovim nastupom na sjednici Vijeća sigurnosti s porukama o jednakoj krivici i 'zajedničkoj nesreći hrvatskog i srpskog naroda instrumentaliziranih na tako žalostan način od strane uzajamno isključivih političkih opcija'. (...) U skladu s izraženim ocjenama Vlada RH odriče pravo saveznom sekretaru vanjskih poslova gospodinu Budimiru Lončaru da djeluje i nastupa i u ime Republike Hrvatske.« Lončara i dva desetljeća poslije neki u Hrvatskoj optužuju za onemogućavanje nabave oružja potrebnog za obranu, iako o tomu predsjednik Mesić izjavljuje da se zabrana prvenstveno odnosila na uvoz ruskog naoružanja za armiju koja je stala uz Miloševića, a da se oružje za obranu uvozilo ilegalno i prije i nakon uvođenja embarga. Josip Manolić pak tvrdi da bi embargo bio izglasan bez obzira na Lončara jer je to bila strateška odluka Bushove administracije koja je tada još nastojala sačuvati Jugoslaviju. Rezoluciju o embargu, navodi hrvatski diplomat Ivica Maštruko, podržali su i hrvatska vlada i predsjednik Tuđman.
Mario Nobilo, u to vrijeme glasnogovornik i savjetnik za vanjsku politiku predsjednika Tuđmana piše da Tuđman nije bio nezadovoljan Lončarovom ulogom jer je na plenarnom sastanku Mirovne konferencije za rješenje jugoslavenske krize, održanom 4. listopada u Haagu, Lončar ponovno sudjelovao kao predstavnik Saveznog izvršnog vijeća kojem je na čelu bio Ante Marković. Tuđman nakon te konferencije, nezadovoljan Markovićevim stavovima o očuvanju demokratske Jugoslavije, iz Beograda povlači dva hrvatska predstavnika, ali radi Mirovne konferencije na funkciji saveznog ministra vanjskih poslova ostavlja Lončara. Na Mirovnoj konferenciji 18. listopada 1991. Milošević odbija ključna načela konferencije, što onda u međunarodnoj zajednici otvara put Hrvatskoj i Sloveniji prema nezavisnosti. U vremenu nakon toga diplomacija traži nove putove, Mirovna se konferencija raspada i Lončar gubi ulogu. Rat se zahuktava, a na dan pada Vukovara 18. studenoga 1991. godine Lončar daje ostavku. O ostavci izjavljuje: »Užasnut sam i potresen žrtvama i razaranjima u Hrvatskoj i u mom užem zavičaju. (...) Moja je ostavka, zato, i protest protiv rata u Hrvatskoj i izraz moje osobne odgovornosti i gorčine što savezna vlada, član koje sam bio, nije uspjela spriječiti tragediju. (...) Bili smo na samim vratima ulaska u Vijeće Europe, u punopravno članstvo OECD-a, najperspektivniji kandidati za asocijaciju s Europskom zajednicom i za dobivanje znatne financijske podrške. Sva su ta vrata zatvorena. Zna se i zašto.«